# Thermes troglodytiques de Miskolctapolca
Les Thermes troglodytiques de Miskolctapolca (en hongrois : Miskolctapolcai barlangfürdő) ou Barlangfürdő sont un établissement thermal situé dans le quartier de Miskolctapolca, à Miskolc. Ils sont en partie aménagés dans la roche.

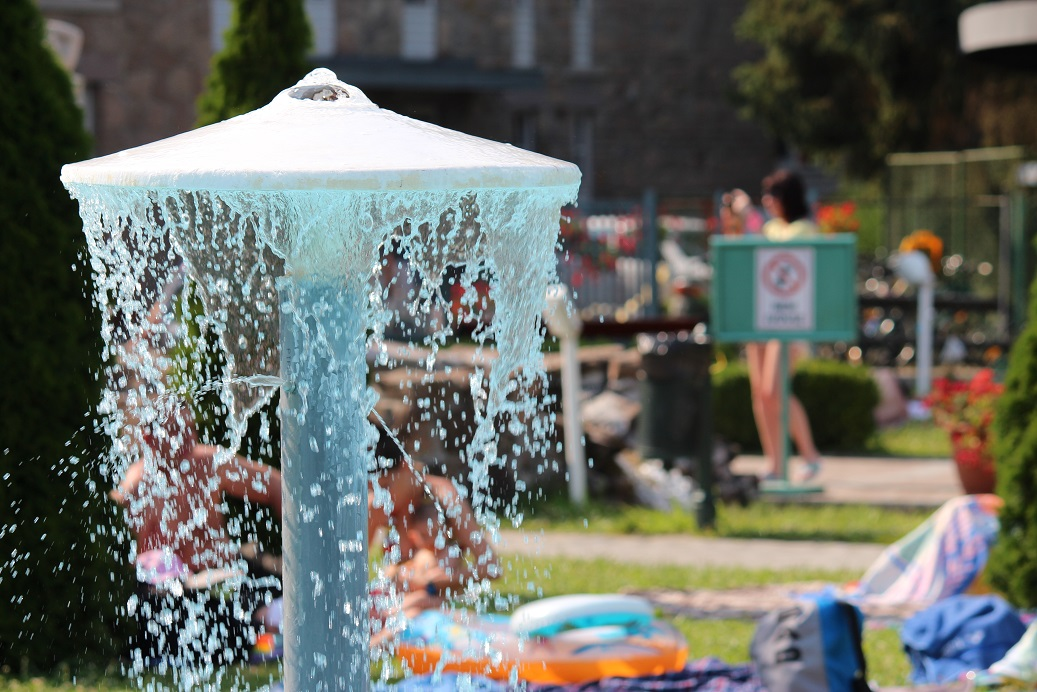
Summer in the Cave bath (Children's pool)
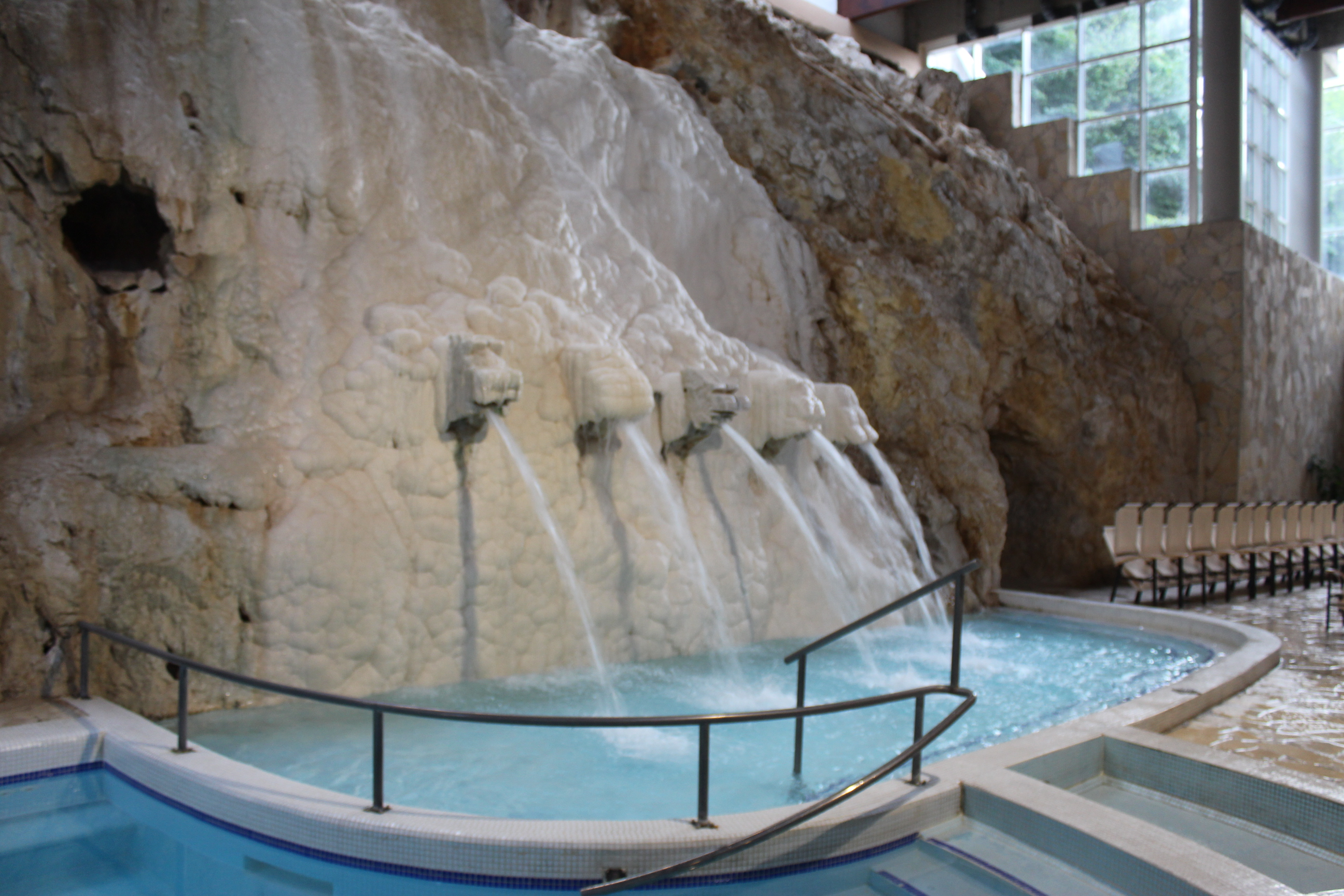
In the Cave bath
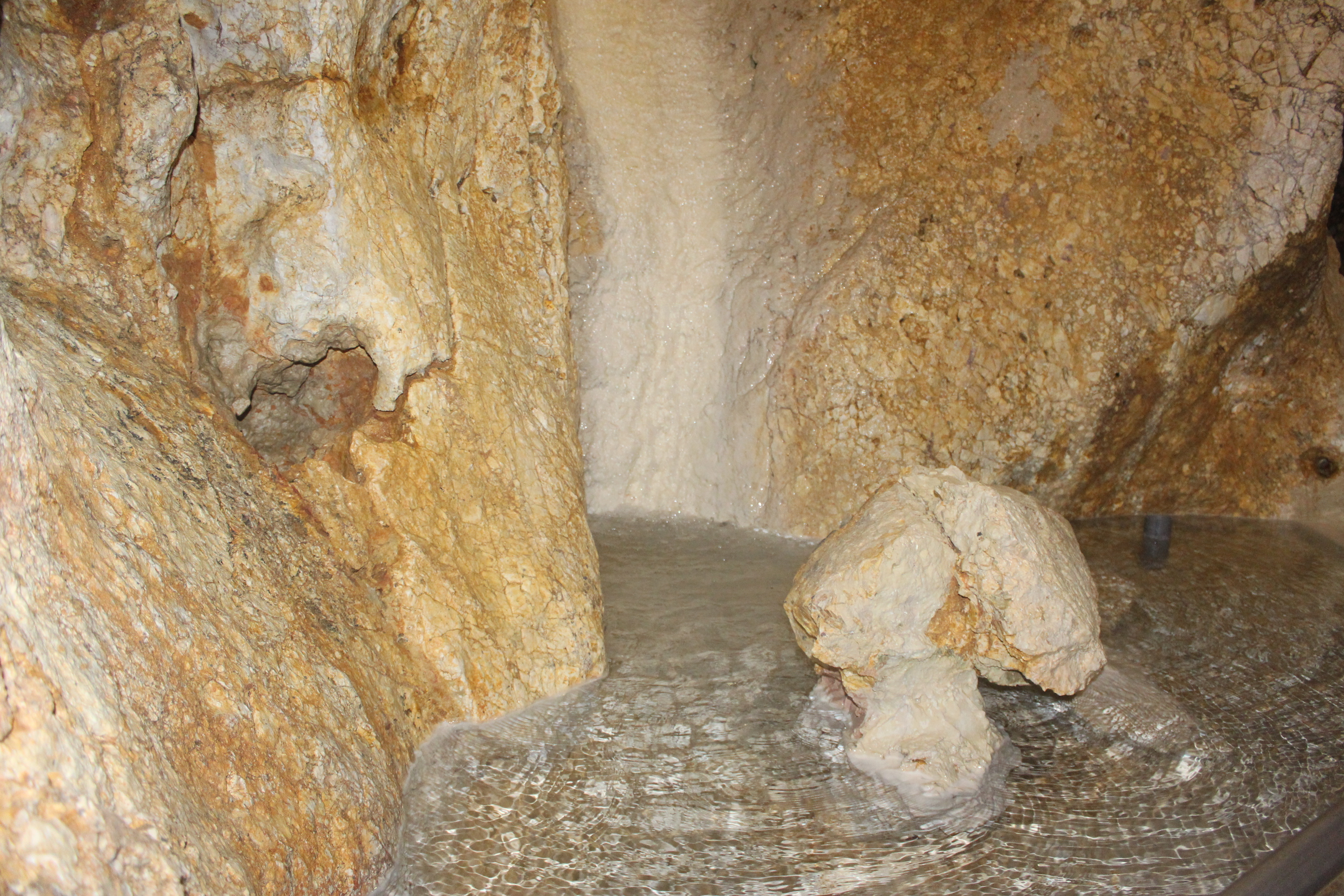
In the Cave bath
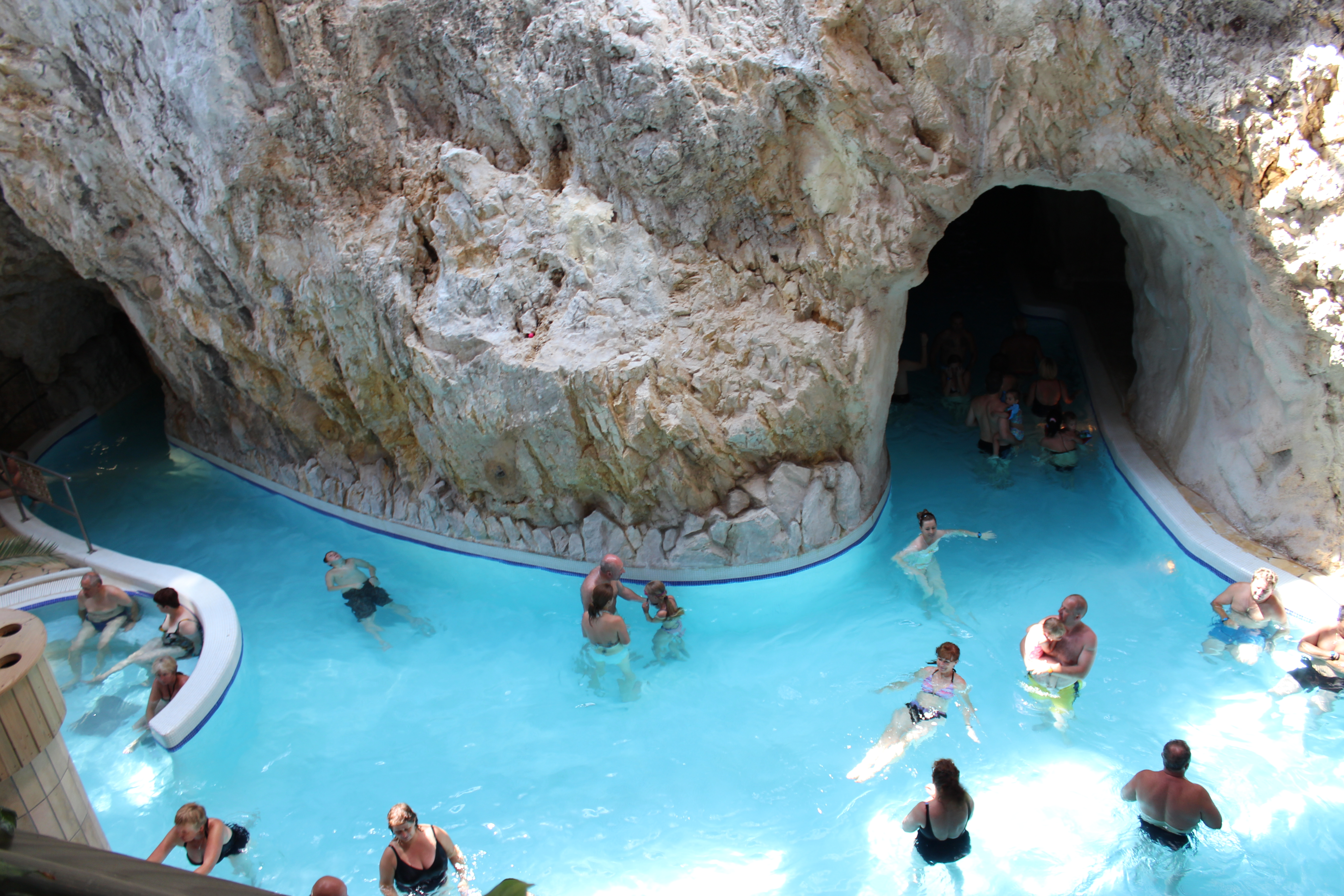
In the Cave bath
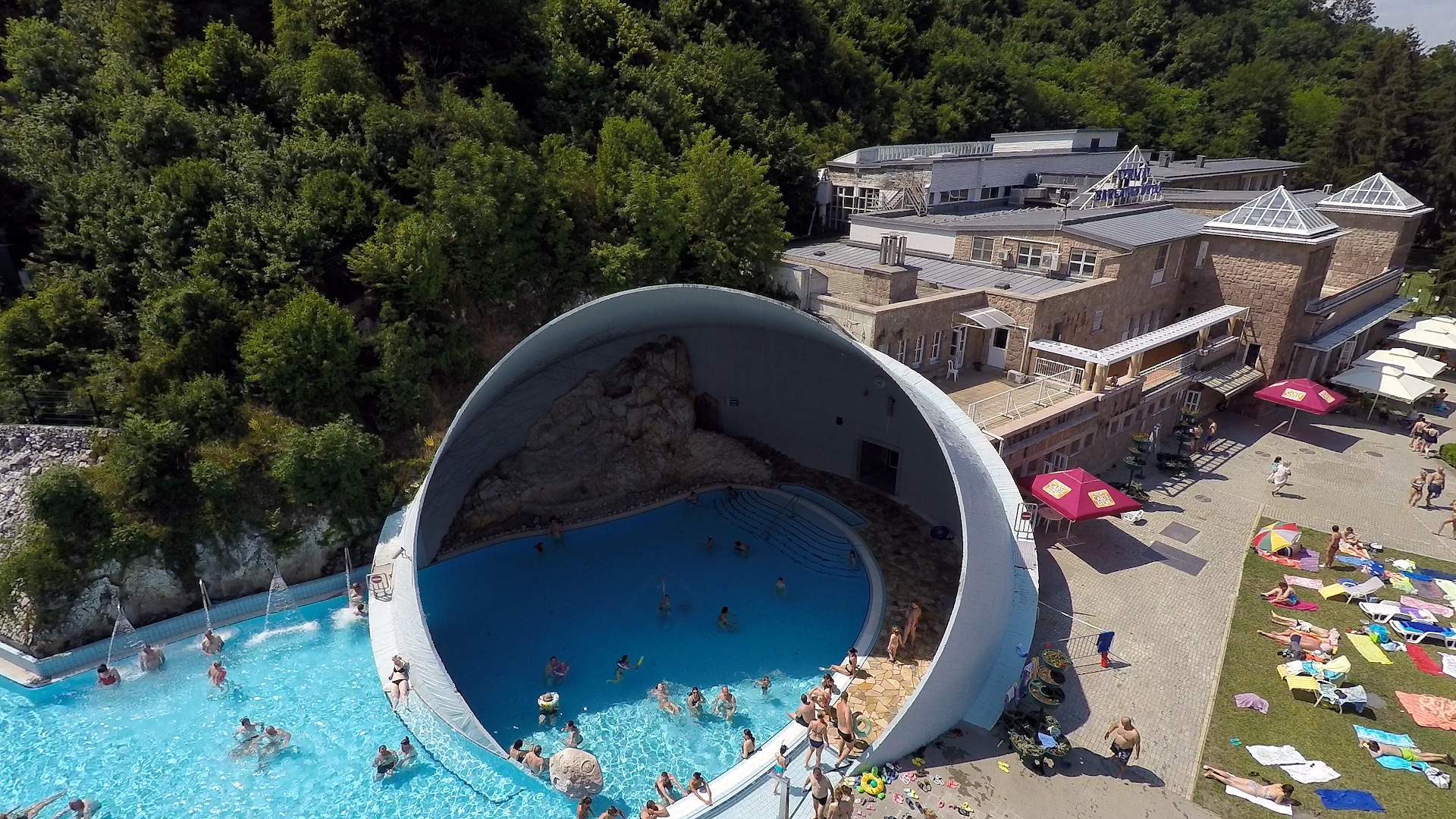
Pool